# Gamal Mubarak
Gamal Al Din Mohammed Hosni Mubarak Ei Sayed (árabe: جمال الدين محمد حسنى سيد مبارك), (n. El Cairo, Egipto, 27 de diciembre de 1963) es el menor de los dos hijos del expresidente y dictador de la República Árabe de Egipto, Hosni Mubarak, y su esposa Suzanne. A diferencia de su hermano mayor, Alaa Mubarak, Gamal estaba empezando a tener una vida política activa antes de la Revolución egipcia de 2011, en la que su padre fue derrocado por una rebelión popular.
Antes de la revolución, Gamal fue secretario general adjunto del entonces gobernante y ahora disuelto Partido Nacional Democrático, y jefe de su comité. Dentro de la familia, en virtud de la ascendencia británica de su madre, su nombre es 'Jimmy', mientras que su hermano Alaa es 'Alan'.

## Biografía

### Primeros años y carrera
Gamal Mubarak nació en El Cairo el 27 de diciembre de 1963, cuando el país se llamaba República Árabe Unida (aunque dicho estado ya se hubiera disuelto de facto en 1961). El nombre de Gamal viene del antiguo Presidente egipcio Gamal Abdel Nasser, fallecido en 1970. Asistió a la escuela St. George, antes de ir a la Universidad Americana de El Cairo, donde se graduó en administración de empresas. Comenzó su carrera profesional trabajando para el Banco de América.
En mayo de 2007, se casó con Mubarak Khadiga El Gammal, la hija del magnate de la construcción egipcio Mahmoud El Gammal. Tuvieron una hija, Farida, nacida en 2010.

### Presidencia de Hosni Mubarak
El arreglo de Mubarak para que su hijo Gamal fuera su sucesor en la presidencia comenzó a hacerse evidente alrededor del año 2000. Sin vicepresidente, y sin heredero visible, Gamal comenzó a disfrutar de una atención considerable en los medios de comunicación egipcios. El 3 de febrero de 2000, Mubarak puso a Gamal en la Secretaría General del gobernante Partido Nacional Democrático. Por otro lado, ese mismo año falleció Hafez al-Assad, Presidente de Siria, y su hijo, Bashar al-Assad, ocupó la presidencia tan solo un par de horas después, lo que acrecentó los rumores de que un escenario así ocurriría en Egipto. Gamal fundó y fue presidente de la Fundación Futura Generación, una ONG de apoyo a los trabajadores que impulsó la carrera política de Mubarak hijo.
En septiembre de 2004, varios grupos políticos (la mayoría no oficiales), tanto en la izquierda y la derecha, anunciaron su aguda oposición a la herencia del poder. Exigieron cambios políticos y una elección justa con varios candidatos. Tanto Gamal como su padre negaron en reiteradas ocasiones cualquier intención de que el hijo del dictador fuera a heredar el poder. La negación más reciente fue en 2006, cuando Gamal declaró que no tenía ninguna intención de ser Presidente de Egipto, pero que mantendría su posición como Secretario General adjunto del Partido Nacional Democrático, desempeñando también el liderazgo del comité de política del partido, supuestamente el cargo más alto del mismo. A pesar de que ocurrieron elecciones multipartidistas en 2005, Mubarak volvió a ganar.

### Revolución egipcia de 2011
Algunos analistas políticos especulan que alto grado de deterioro de la economía egipcia a finales de 2010 y que provocaría la caída de Mubarak, fue en gran medida causado por la incursión de Gamal y sus amigos en la asesoría política de su padre. Por otro lado, una amplia gama de analistas dan crédito a Gamal Mubarak por la reactivación de la economía egipcia durante los cinco años anteriores, a partir de una economía estancada, gestionada en su mayoría del estado de un sistema de mercado en gran parte libre que disfrutó de un crecimiento del PIB del cinco por ciento. Durante la primera semana de la Revolución Egipcia de 2011, que acabaría derrocando a su padre, se corría el rumor de que Gamal Mubarak había huido de Egipto, pero apareció en una entrevista de su padre a ABC News en El Cairo el 3 de febrero.
A medida que las protestas contra el régimen de Mubarak aumentaban, el recién nombrado vicepresidente Omar Suleiman, anunció ese mismo día (3 de febrero) que Gamal Mubarak no sería candidato en las elecciones, destinadas a realizarse en septiembre de ese mismo año. Reuters África informó que había ocurrido una pelea entre Gamal y su hermano, Alaa Mubarak. Alaa supuestamente acusó a Gamal de arruinar a su padre y humillarlo.
Luego de la caída definitiva de Mubarak, el 11 de febrero de 2011, se emitió una orden de arresto contra su familia por cargos de corrupción y enriquecimiento ilícito. La Fiscalía General de Egipto ordenó congelar todas las cuentas bancarias de los Mubarak, incluyendo la de Gamal.

### Acusaciones de corrupción
El 13 de abril de 2011, Gamal fue encarcelado durante 15 días en espera de investigaciones por corrupción, abuso de poder, y por su supuesto papel en la causa de las muertes y bajas de manifestantes pacíficos durante la revolución que se desencadenó el 25 de enero de 2011. Una investigación oficial acusó a Gamal Mubarak de utilizar su influencia en el Partido Demócrata Nacional y como hijo del presidente de adjudicar contratos a empresas extranjeras en las que era socio. Él apareció en la corte, junto a su padre y hermano. Gamal y su hermano se encontraban en prisión. Mientras que su padre ha sido liberado de la cárcel, pero puesto en arresto domiciliario por 15 días.
El 19 de diciembre de 2013, Gamal fue liberado una vez más después de que fue absuelto de la corrupción, junto con su hermano y Ahmed Shafik, excandidato de la elección presidencial egipcia de 2012.